# 果心居士
果心居士（ ），生沒年不詳，初記載於室町幕府末期批判現實的幻想怪異小說《義残後覚》，活躍的魔術師。也被稱作七寶行者。他曾經在織田信長、羽柴秀吉、明智光秀、松永久秀面前使用過幻術。是否真實存在仍具有爭議。

## 人物
- 傳說果心居士是筑後人，在大和的興福寺當過僧侶，那時因破戒使用幻術而遭到寺廟驅逐。後來在織田信長面前施展幻術，大為信長所讚賞，但並不被信長准許仕官。

- 另一說法是果心居士在前往信長處仕官前早已在松永久秀門下待過數年。

### 相關作品
- 在山田風太郎的忍法帖系列伊賀忍法帖故事中登場，正體不明，被稱為戰國的梅菲斯特，來自印度的幻術師。出仕尾張大和的藩主松永久秀。故事中是用不思議換臉忍術，挑撥忍者城太郎與妻子籌火感情的幻術師，也是以平蜘蛛茶釜迷惑松永彈正的心智，神秘的幻術師，想要以幻術測試人類的反應。後來卻因為城太郎選擇以自身與至愛身殉火焰中而自認看不透人心。

## 文化影響
- 日本手機遊戲《Fate/Grand Order》中，作為5星Assassin出場。配音員︰瀬戸麻沙美。[2]

## 脚注

### 出典
1. ↑  藤山 2005，第65-69頁.
2. ↑  . ファミ通.com. 2023-05-24  [2023-05-25]. （原始内容存档于2023-05-24） （日语）.